# Actes de Pierre et Paul du Pseudo-Marcellus
Les Actes de Pierre et Paul du Pseudo-Marcellus est un écrit apocryphe chrétien racontant l'activité puis le martyre des apôtres Pierre et Paul à Rome.
À la différence des Actes de Pierre et des Actes de Paul, le texte affirme que Paul et Pierre ont été ensemble à Rome, et sont morts le même jour de la même année. Il s'agit là d'une affirmation de l'Église de Rome, ce qui rend vraisemblable une origine romaine.
Le texte est disponible en plusieurs recensions :
- Grecque courte[2] et longue[3]
- Latine courte[4]
- Arabe[5]
- Arménienne longue[6] et arménienne abrégée[7]
- Irlandaise[8]

La majeure partie du récit est consacrée au conflit entre les apôtres et Simon le Magicien, l'empereur Néron interrogeant les uns et les autres. Après la chute de Simon le Magicien, Pierre est crucifié la tête en bas. Alors que dans les Actes de Pierre cette position a un sens mystique (renversement du regard sur le monde), le motif évoqué dans le Pseudo Marcellus est l'humilité, par rapport au Christ qui fut crucifié à l'endroit. Paul est décapité. Néron est ensuite chassé de Rome par la foule romaine en colère, et finit sa vie en exil, dévoré par des bêtes.